# 빅토르 바스네초프

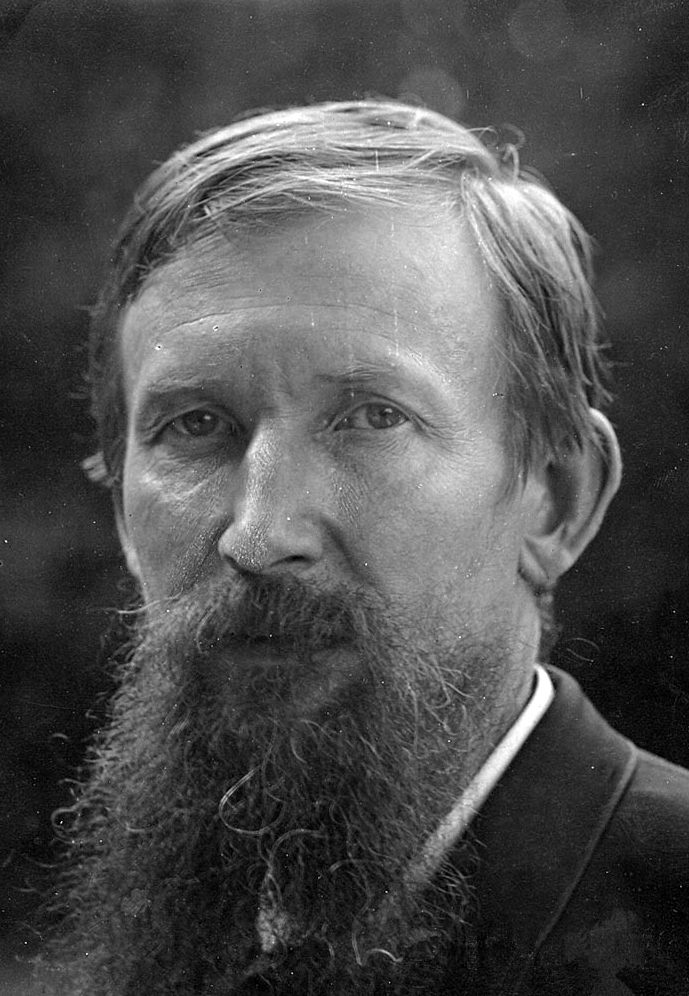

빅토르 바스네초프(러시아어: Ви́ктор Васнецо́в, 1848년 5월 15일(N.S.) ~ 1926년 7월 23일)는 러시아의 신화 및 역사적 주제를 전문으로 다루는 예술가였다. 그는 러시아 민속학자이자 낭만주의 민족주의 회화의 공동 창시자이자 러시아 복고주의 운동의 핵심 인물로 여겨진다.

## 유산
1978년 소련의 천문학자 루드밀라 주라블레바가 발견한 소행성 3586 바스네초프는 빅토르 바스네초프와 아폴리나리 바스네초프의 이름을 따서 명명되었다.
영화 골든 에이지 (영화)에서 바스네초프의 이반 4세의 그림은 시대착오적으로 마치 그 차르의 생애에 이미 존재했던 것처럼 그리고 이반이 엘리자베스 1세 여왕과의 결혼을 제안했을 때 영국으로 보내진 것처럼 제시된다.
바스네초프의 손자 안드레이는 소련 인민 예술가였다.